# Telkom SA
Telkom SA SOC Limited est un opérateur sud-africain de télécommunications fixes et sans fil, présent dans plus de 38 pays sur le continent africain. L'État sud-africain détient 40,5 % du capital de Telkom, tandis que 14,8 % du capital est détenu par une autre entreprise publique, la Public Investment Corporation (PIC), étroitement liée au gouvernement sud-africain.